# 外間哲弘

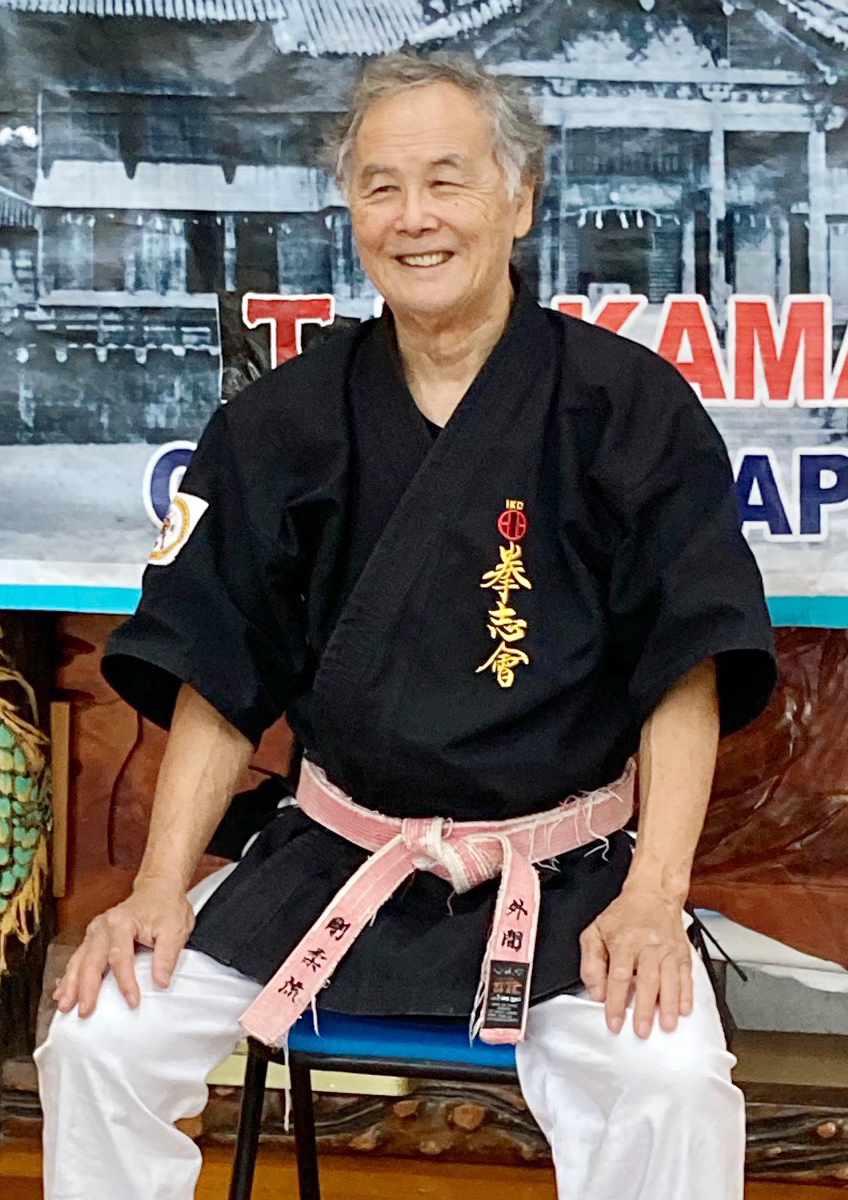
外間 哲弘

外間 哲弘（ほかま てつひろ、1944年 - ）は琉球王国時代の伝説の武人 鬼大城を先祖に持つ沖縄の武術家、空手学博士、書家、琉球歴史家。 沖縄空手道剛柔流範士十段、沖縄剛柔流拳志會空手道古武道総本部會長。

## 経歴
- 沖縄剛柔流拳志會空⼿道古武道総本部會⻑
- 沖縄空⼿道剛柔流範⼠⼗段・外間古武道
- 琉球歴史家・書家（雅号：外間峻岩）
- 国⽴ミンダナオ⼤学空⼿学博⼠
- 沖縄県空⼿博物館館⻑
- 教員歴 31年（内大学講師歴：近大 7年・芸大 2年）
- 元西原町教育委員会学校教育課指導主事
- 中央大学保健体育研究所客員研究員
- 元沖縄県文化財調査嘱託委員
- 元西原町社会教育委員副議長
- 元沖縄空手古武道世界大会実行委員
- 北米「空手殿堂入り」認定（沖縄初）
- 倫理法人会講演講師（2014年〜）
- Wellカルチャースクール講師
- アガリ浜カルチャースクール講師

## 略歴
6歳の頃より祖⽗の徳⼭盛健から⾸⾥⼿を学び、1961年より⽐嘉世幸・福地清幸の両名より剛柔流、⼜吉眞豊等より古武道を学ぶ。その後、神⻑成佳より古流神道天⼼流を学び、2004年にフィリピン国⽴ミンダナオ⼤学にて体育学博⼠を取得する。半世紀に及ぶ⻑年の修⾏の末、琉球の歴史の上に⽴った観点から、空⼿道・古武道・擒拿術・急所術等を織り交ぜた視野の広い武道を確⽴。海外ではDr.Hokamaとして知られ⾃ら海外指導に出向き武術振興に努め、世界40ヶ国以上での指導実績を誇る。また沖縄剛柔流拳志會空手道古武道総本部道場では国内外の研修⽣を流派問わず受け⼊れている。武術家としてだけではなく琉球歴史家・書家（外間峻岩）としても活躍。また、健康長寿の為の地域社会への貢献も高く評価されている。これまで数多くの映像作品や著書を発⾏し、近年は国際オンラインセミナーを多数開催する等精⼒的に活動している。

## 来歴
- 1944年　日本統治時代の台湾にて出生
- 1961年　剛柔流空手を比嘉世幸・福地清幸、古武道を又吉眞豊等に師事
- 1971年　空手道を県高体連加盟へ実現させた発起人・先駆者となる
- 1978年　沖縄空手道剛柔流拳志會創立　明治神宮にて剛柔流開祖宮城長順先生25周年追悼模範演武
- 1979年　全沖縄空手道選手権大会審判
- 1981年　国際親善空手道選手権大会にて模範演武
- 1984年　中国・沖縄交流武術大会沖縄代表
- 1987年　沖縄県空手道古武道歴史資料館設立（沖縄県空手博物館）
- 1989年　沖縄空手道剛柔会理事長就任
- 1990年　第一回世界のウチナーンチュ大会にて西銘知事の依頼により、沖縄県空手博物館の全資料をコンベンションホールにて展示
- 1992年　沖縄空手道協会より感謝状授与
- 1993年　米国国会より空手道指導の功績を称えられ「表彰」を授与　フィンランド国陸軍より「空手の感謝状」授与
- 1994年　近畿大学豊岡短期大学にて空手・古武道の非常勤講師（1996年迄）
- 1996年　琉球国技・空手術発祥之碑設立
- 1997年　第一回カナダ国北方空手道連盟にて模範演武及び最優秀賞を受賞
- 1998年　沖縄県文化協会長賞　受賞
- 1999年　無形文化財指定候補　西原町文化協会から「功労賞」受賞
- 2001年　沖縄県立芸術大学非常勤講師「空手・古武道」を担当　沖縄県商業教育功労賞　受賞
- 2002年　「新訂現代日本人名録2002」に登録される（1/28発刊  紀伊国屋出版）
- 2004年　ミンダナオ大学より「体育学武道博士号」を授与　中央大学保健体育研究所にて客員研究員と成る　信州大学「第55回日本体育学会」にて講演
- 2006年　映画「黒帯 KURO-OBI」（2007年公開）制作協力（資料提供等）
- 2011年　NHKワールドTV「SAMURAI SPIRIT」に出演　カナダ「スポーツ大臣賞」受賞　世界レジストリー・オブ・ブラック・ベルト殿堂入り（アメリカ）
- 2013年　年間マーシャルアーツ・パイオニア部門殿堂入り（オランダ）
- 2015年　カナディアン・ブラック・ベルト殿堂入り（カナダ）
- 2016年　沖縄県議会より「特別功労賞」受賞　韓国 跆拳道本部にて講演
- 2017年 　西原町上原区画整理竣工記念碑揮毫
- 2018年　上地流開祖　上地完文銅像碑撰文・碑揮毫　内閣府沖縄総合事務局講演　空手の歴史
- 2019年　沖縄剛柔流拳志會道場40周年記念国際セミナー・記念式典・演武祭　香港の武道ドラマ「天下を打つ」に出演
- 2020年　Masters of Okinawan Karate #9に出演　国際オンラインセミナー開始　「空手の日演武祭」基調講演　Bujin.tv Partner
- 2021年　martialbase.store 創設　Hokama Academy 開設（Udemy）　平和の武 主宰　ウマハラシー（帰馬放牛）講師　那覇市制100周年記念「空手の日演武大会」実行委員長　「終戦記念日沖縄伝統空手奉納演武会」実行委員長
- 2022年　武人羽織【神髄 SHINZUI】顧問　「東恩納盛男先生 顕彰碑除幕式」実行委員長　「祖国復帰50周年記念沖縄伝統空手・古武道演武大会」実行委員長　「慰霊の日 戦没者追悼沖縄伝統空手演武会」主宰

## 著書
- 1984年　沖縄空手道の歩み
- 1984年　学校における空手道の指導
- 1989年　沖縄の古武道具・鍛練道具（共著）
- 1992年　沖縄の名言（書道）
- 1994年　空手道・古武道基本調査報告書（共著）
- 1997年　沖縄空手の歴史（英語版）
- 1998年　沖縄空手古武道の真髄
- 2001年　沖縄空手歴史年表　沖縄空手列伝百人
- 2002年　沖縄剛柔流空手の型　監修
- 2003年　沖縄空手史跡ガイドブック
- 2005年　沖縄空手急所術（英語版 共著）　沖縄空手100人列伝（英語版）
- 2007年　沖縄空手歴史年表（英語版）
- 2008年　空手術指南 No.1（英語版）
- 2009年　沖縄空手急所術（ドイツ語 共著）　空手術指南 No.2（英語版）
- 2010年　琉球の歴史
- 2011年　沖縄の過去・未来０学とは（共著）
- 2012年　Timeline & 100 Masters（英語版）　沖縄霊魂学大全
- 2014年　沖縄空手7人の侍
- 2015年　The 7 samurai of Okinawa Karate（英語版）
- 2020年　沖縄剛柔流型分解 3部作（英語・ドイツ語 共著）
- 2021年　Timeline & 100 Masters（復刻版）

## 映像作品
- 1997年　琉球国技 剛柔流拳志會 空手古武術の秘　上巻／中巻／下巻
- 1998年　琉球国技 剛柔流拳志會 空手古武術の秘（英語版）上巻／中巻／下巻
- 1998年　琉球古武術 外間古武道／琉球古武術 外間古武道（英語版）
- 2004年　琉球空手 石碑巡り
- 2011年　沖縄空手古武術の指南　上巻／中巻／下巻
- 2020年　bujin tv にて映像作品公開
- 2021年　martialbase.store にて映像作品販売